# Goldbeck (Altmark)
Goldbeck település Németországban, azon belül Szász-Anhalt tartományban. Lakosainak száma 1406 fő (2023. december 31.).

## Népesség
A település népességének változása:
| Lakosok száma | 1441 | 1403 | 1409 | 1398 | 1406 |
|               | 2017 | 2019 | 2021 | 2022 | 2023 |